# Высоцк (станция)
Высо́цк (фин. Uuras) — грузовая и бывшая пассажирская железнодорожная станция Октябрьской железной дороги в городе Высоцке Выборгского района Ленинградской области. Расположена на ветке Попово — Высоцк, в 11 км от Попова и в 29,9 км от Выборга.

## Общие сведения
Была открыта 16 февраля 1926 года при строительстве линии Кайслахти (Попово) — Уурас (Высоцк), спустя год после открытия линии Выборг — Кайслахти (Попово) — Койвисто (Приморск). По характеру основной работы является грузовой, по объему выполняемой работы отнесена к внеклассным станциям.
На станции 5 путей, финское кирпичное здание вокзала и финская платформа, состоящая из двух частей: низкая пассажирская платформа, переходит в высокую багажную, что было характерно для всех финских станций того времени. Платформы, впрочем, не используются по назначению: пассажирское движение на линии было закрыто в 2004 году. На территории станции сохранились также кирпичная водонапорная башня и котлован от поворотного круга. Стрелочные переводы в южной горловине с электроприводом, в северной с ручным. В северной горловине пути сходятся в один и идут за ворота военно-морской базы. Основное значение станции — обслуживание порта «Высоцк» и терминала ОАО "РПК Высоцк "Лукойл - 2", к которым отходит подъездной путь из южной горловины. Ветвь к нефтеналивному терминалу примыкает к  станции Высоцк и отходит сразу по проследовании первого стрелочного перевода станции Высоцк.
В 2006—2007 годах велись работы по электрификации станции и перегона Пихтовая — Высоцк, однако движение поездов на электротяге началось только с 2016 года.
До 2004 года был в ходу пригородный поезд Выборг — Высоцк. Он был отменён в связи с возросшим грузовым движением на линии, и, в меньшей степени, из-за низкого пассажиропотока. Интересно, что вплоть до начала XXI века Высоцк сообщался с материком только железной дорогой.

## История
До Великой Отечественной войны и передачи территории СССР станция Uuras не была тупиковой: линия продолжалась ещё 1200 м и оканчивалась станцией Uuraansalmi.60°37′46″ с. ш. 28°33′58″ в. д.
До станции Uuras и далее, до станции Uuraansalmi, курсировали несколько пар пригородных поездов в сутки.

## Галерея

Станция Высоцк
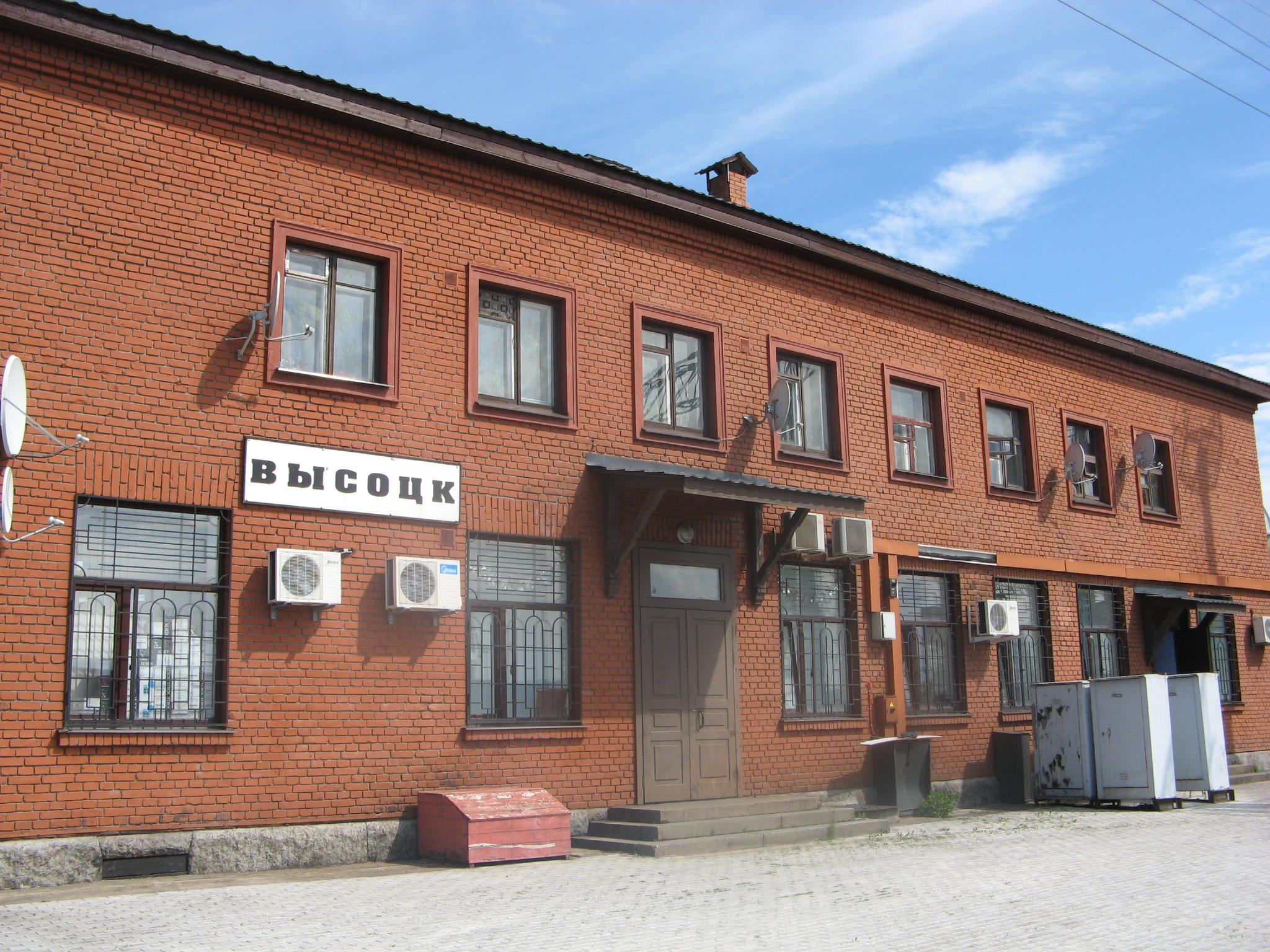
Вокзал.
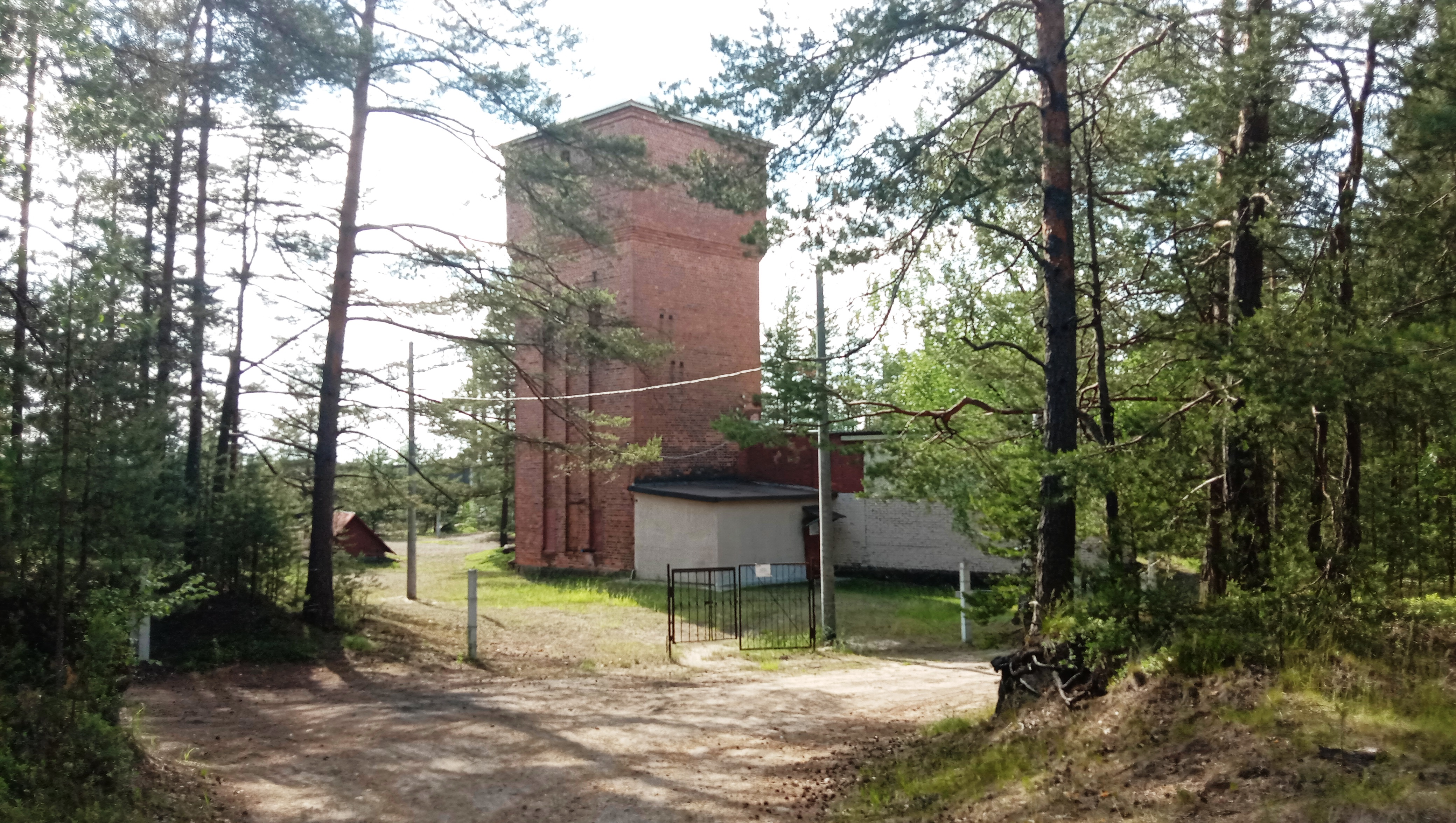
Водонапорная башня.
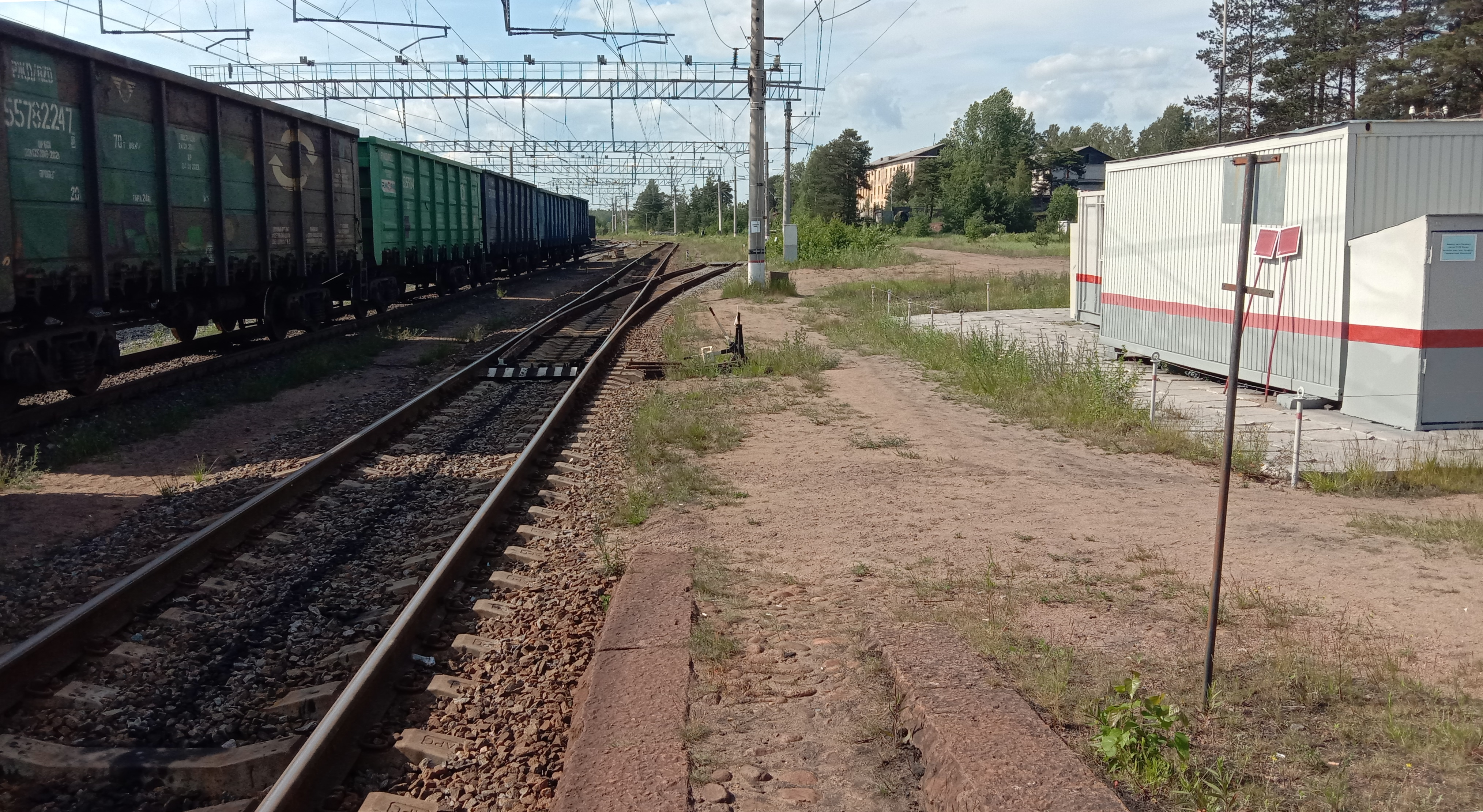
Вид в сторону тупика.
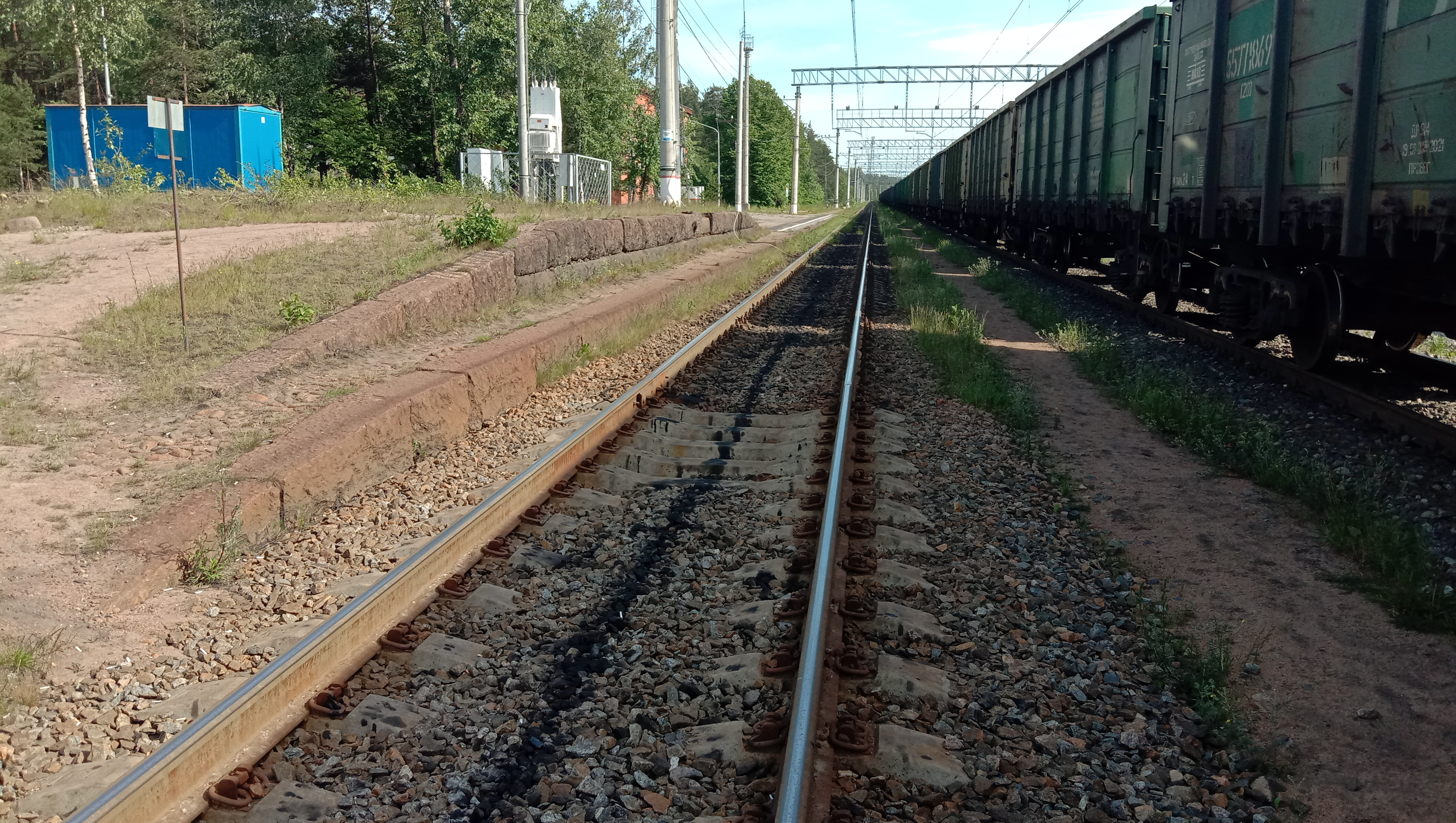
Финская багажная платформа. Вид в сторону ст. Пихтовая.
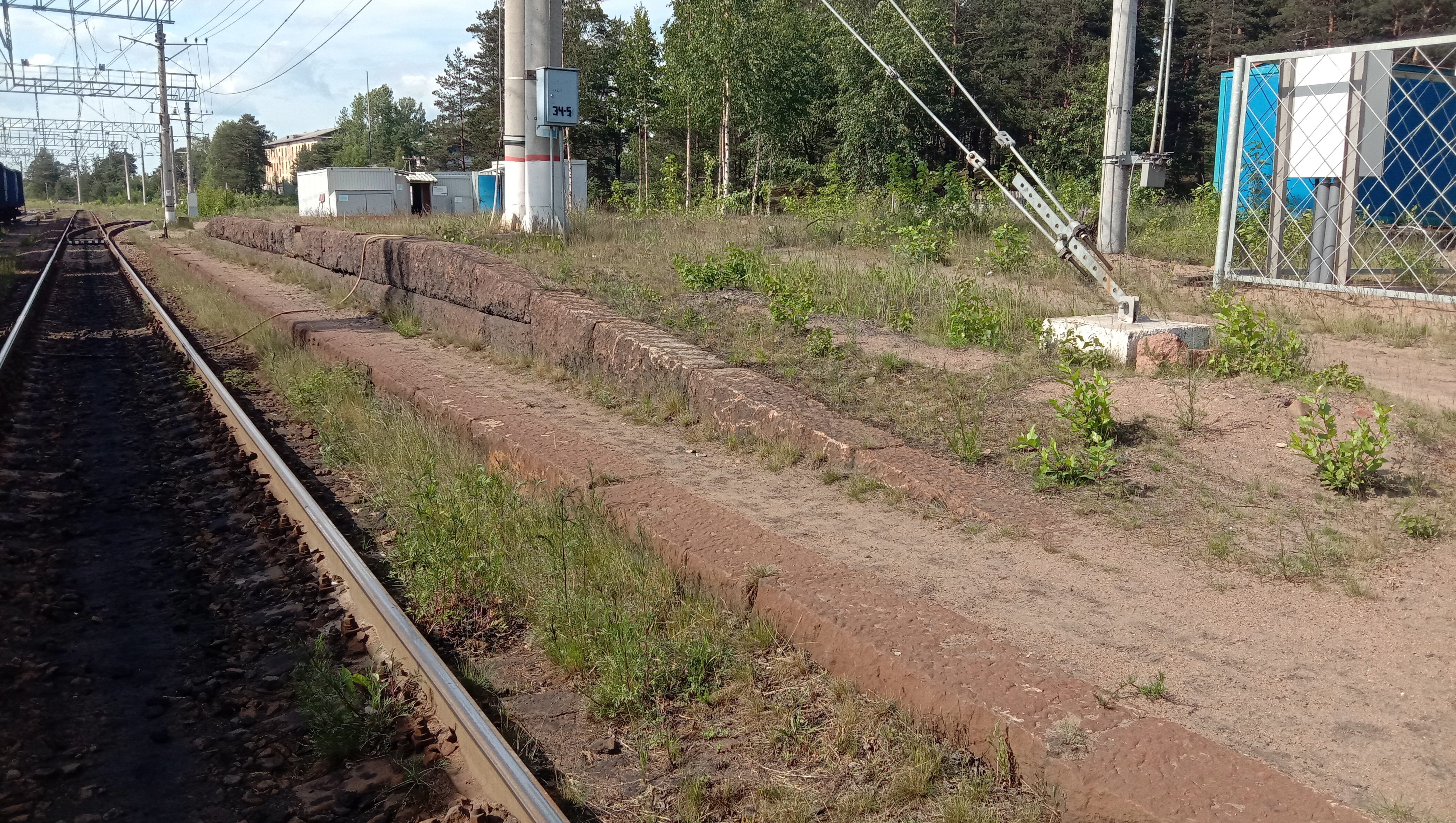
Финская багажная платформа. Вид в сторону тупика.
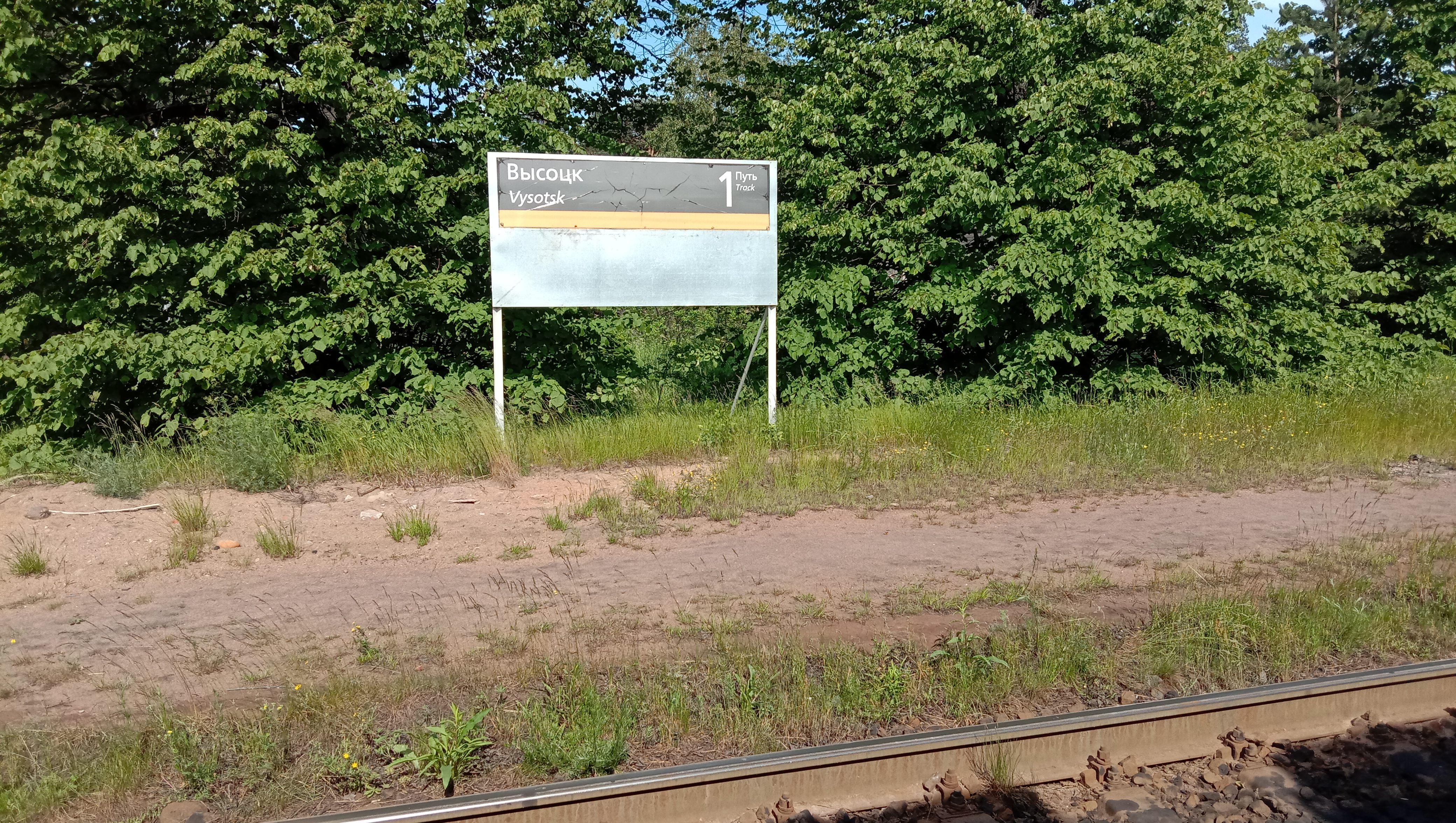
Информационное табло на пассажирской платформе.
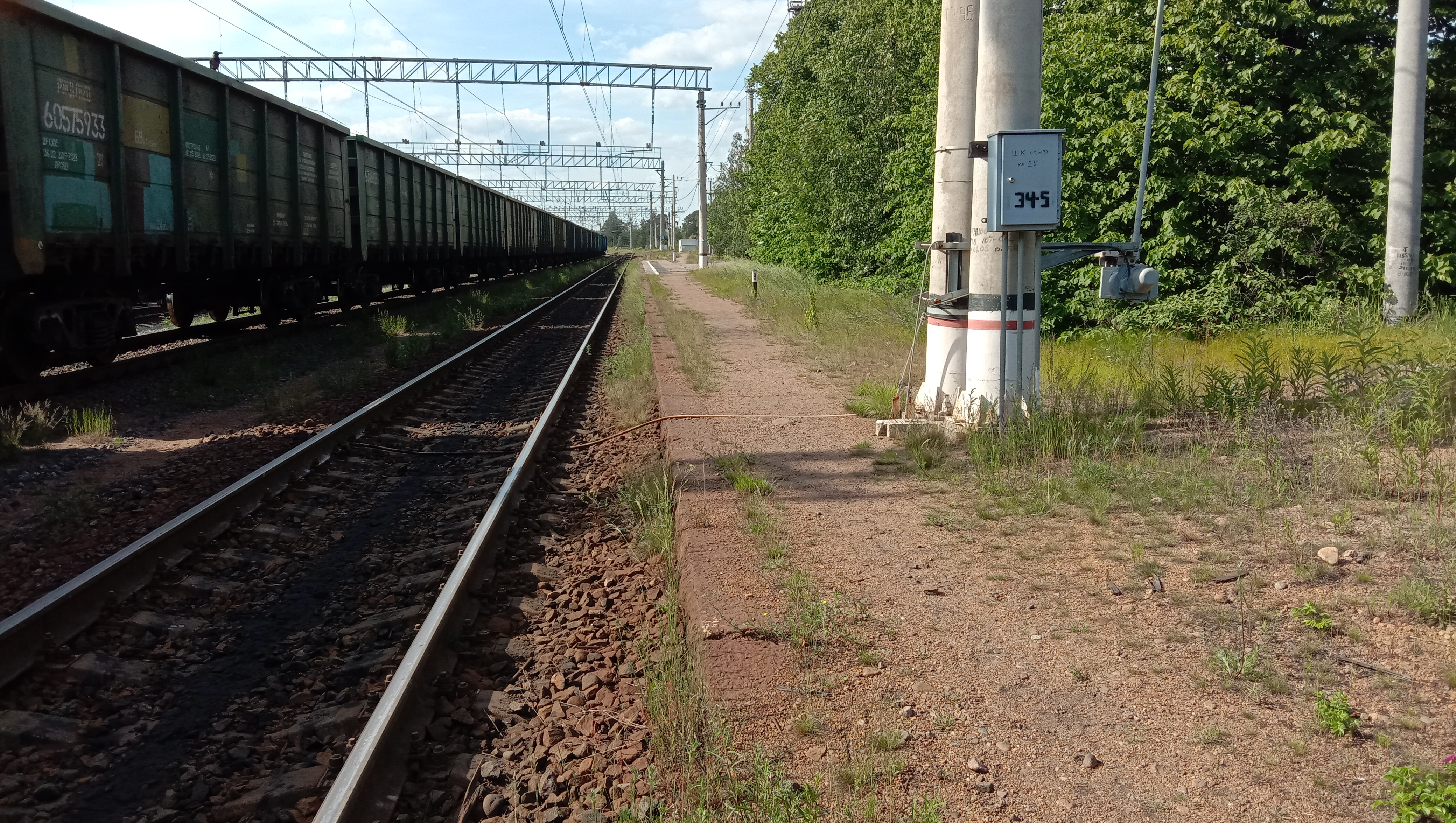
Финская пассажирская платформа. Вид в сторону тупика.
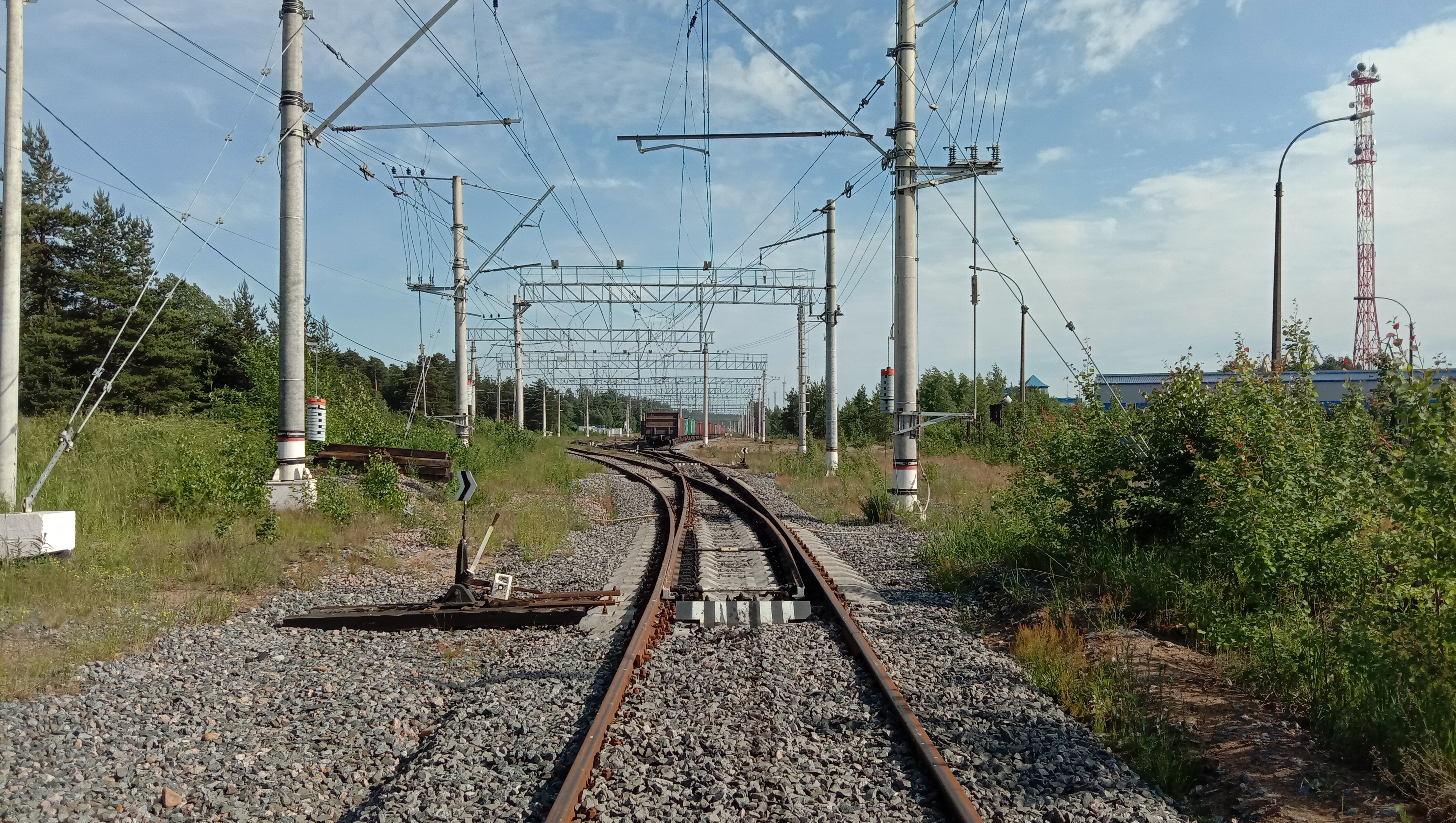
Нечётная горловина. Вид со стороны тупика.